# Nemoscolus rectifrons
Nemoscolus rectifrons là một loài nhện trong họ Araneidae.
Loài này thuộc chi Nemoscolus. Nemoscolus rectifrons được Carl Friedrich Roewer miêu tả năm 1961.